# 哈姆雷特鸡肉加工厂大火
1991年9月3日，美國北卡罗来纳州里士满县哈姆雷特帝国食品鸡肉加工厂因液压管路故障引发工业火灾，出口封闭令工人无处逃生，造成25人丧生，54人受伤，是北卡罗来纳州史上伤亡人数第二多的工业灾难。工厂此前11年已发生三起火灾，却从未经受安全检查。
帝国食品业主埃米特·罗伊1980年买下位于哈姆雷特的设施加工鸡肉产品，企业旗下其他工厂在安全规范领域名声不佳，哈姆雷特鸡肉加工厂既无消防警报器，连自動灑水系統都不能正常运作。1991年夏，罗伊在没有知会绝大多数工人的情况下命令锁上工厂几道外门，其中包括标注消防通道的门。他的动机尚无定论，但无疑违反联邦安全管理条例。同年九月，维修人员用临时装备更换泄露液压管路，用于连接把鸡肉运到加工室油炸机的输送带。9月3日上午八点一刻左右，修理工更换线路后打开传送带，但软管从连接处脱离，向屋内喷出液压油。液体汽化并由炸锅火焰点燃，几分钟就吞噬全厂并切断电话线，厂内到处是碳氢化合物烟雾和一氧化碳。
厂内90名工人仅少数从前门脱身，大部分人因大门被锁或堵塞无路可逃。埃米特之子兼工厂运营经理布拉德·罗伊驱车至当地消防队求助，消防员8点27赶到现场并致电其他消防队请求协助，最后共有上百名医疗和应急服务人员参与行动。现场挪走垃圾箱和装货区的卡车以便人员进出，维修工踢开上锁的门与同事逃生。消防队上午十点前控制住火势，大部分受害者死于烟雾吸入。25名死难者分7男18女，除一人是自動販賣機送货员外，其他都是帝国食品职工。
鸡肉加工厂永久关闭，北卡罗来纳州对违反安全规章的帝国食品处以80万8150美元罚款，创下该州罚款纪录，企业旋即宣告破产。侥幸逃生的工人身心健康长期受到影响，如呼吸系统疾病、肌肉损伤、認知缺陷。埃米特承认犯下25起过失杀人罪，法官判决近20年有期徒刑，他服刑约四年后假释。北卡罗来纳州议会新通过吹哨人保护等14项工人安全法，州督察团从60人升至114人。

## 背景

### 哈姆雷特帝国食品厂
埃米特·罗伊曾在“帝国冷冻食品”上班，收购该司食品加工厂后于20世纪70年代在宾夕法尼亚州拉克瓦納縣莫西克开办帝国食品公司，向杂货店、分销商提供鸡肉产品。1980年9月，他买下北卡罗来纳州里士满县哈姆雷特布里奇斯街旁基本停用的梅洛－巴特卡普冰淇淋厂，此地靠近家禽养殖场和市场，而且北卡罗来纳州劳动力成本比美国其他地区低廉，工厂位置在哈姆雷特属于非裔美国人比较多的地区。厂房只有一层，采用砖石与金属建造，基本结构源自20世纪初。投入使用前房屋全面翻修，从两千平方扩大到3400平方。针对厂房的七项变更需法律许可，但罗伊从未申请。新厂运作数年后，罗伊之子布拉德当上运营经理负责工厂运营，同一家族的詹姆斯·尼尔·黑尔当厂长，是布拉德的副手。罗伊氏招募的劳力大多一贫如洗、教育程度偏低，大多是单身母亲或高中都没毕业。加工厂用已经切好的冷冻鸡胸肉生产各种定制鸡肉产品，并以销往美國南部餐馆的油炸鸡柳最多，主要客户如海滋客、紅龍蝦餐館、Captain D餐馆、肖氏餐馆。

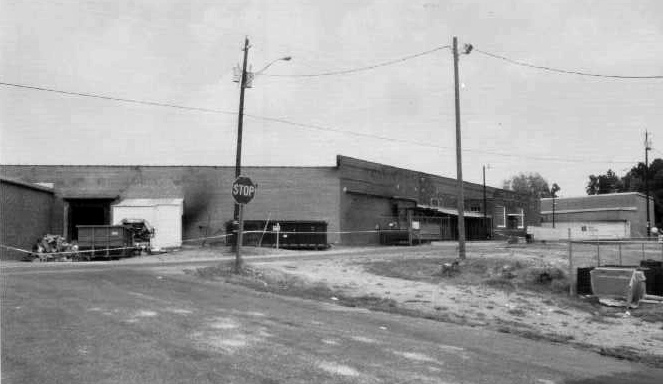
火灾发生后不久拍摄的工厂前方和侧面

北卡罗来纳州法律要求新企业申请经营许可证，职工达11人的企业必须到州劳工部和美国职业安全卫生管理局登记。职业安全卫生管理局属联邦机构，北卡罗来纳州20世纪70年代中期就开始遵照执行其安全标准。劳工部登记后将不定期突击检查企业工作场所，但罗伊一直没申请营业执照，也没到劳工部登记工厂，甚至未在哈姆雷特或里士满县税务局登记，对地方官员的纳税要求置若罔闻，连物業稅都没交过。截至1991年9月，帝国食品拖欠地方政府税收、水费、排污费数千美元。市长罗恩·尼兰德透露，哈姆雷特经济萧条，地方官员珍视企业提供的就业机会，对帝国食品种种违规举动“顺其自然”，1990年该司在全市雇员人数已在哈姆雷特私营企业名列前茅。同年帝国食品向市政污水管道倾倒过量鸡油的情况曝光，尼兰德一度威胁关闭工厂，事态在公司整改污水处理途径后平息。
罗伊20世纪80年代后期收购三家肉类加工厂并欠下巨债，1990年公司经营已经很不乐观：位于科羅拉多州的工厂流失最大客户，运营产能不足；乔治亚州卡明的工厂因两起火灾受损；亚拉巴马州工厂签约的食品经纪认为出产鸡块质量太差拒收，工厂只能关闭。为弥补损失、尽快清偿债务，罗伊把精力集中在哈姆雷特工厂，与布拉德招工新增第二班次并加快生产流程，以期提高产量。设备不得不维修时，布拉德为省钱经常要求维修队临时制作零件充数。

### 安全问题
哈姆雷特鸡肉加工厂1980、1983、1987年发生小火灾，但一直没招来安全检查。梅洛－巴特卡普冰淇淋厂时期安装的自動灑水系統因火灾故障后一直没修，1983年火灾后油炸机上加装油烟罩和自动二氧化碳滅火器。美国职业安全卫生管理局驻北卡罗来纳州检查员20世纪80年代多次检查前业主梅洛－巴特卡普在厂内租用的位置，但从未检查帝国食品的厂房和设施，鸡肉加工厂也从未接受工作场所安全检查。
一线职工入职时接受的安全指导有限，连消防安全指导都没有。只有一名管理人员持有北卡罗来纳州发布的职业安全卫生管理局安全手册，但对内容颇感莫名其妙。1987年10月工人致信职业安全卫生管理局投诉，宣称休息室有蛆，女厕有虱子和垃圾，黑尔向该局质询官员否认指控后投诉不了了之。北卡罗来纳州议会1991年通过法律要求各地方政府在7月1日前任命消防检查员，检查辖区所有商用建筑，确保符合新州消防法规。新法没有附带拨款，哈姆雷特等许多地区根本没钱请人。哈姆雷特消防队针对帝国食品的鸡肉加工厂也没有应急消防方案。
美国农业部食品安全检查员每天到厂检视产品质量、是否存在昆虫和有害动物，确保职工和生产过程符合卫生要求。1989年检查员发现工厂装货区和垃圾箱旁飞舞的大量苍蝇进入厂房，为解决问题，帝国食品1991年夏未经许可便在垃圾箱和垃圾压实机周围新增棚屋状建筑。屋子的内门可从工厂打开以便倒垃圾，外门平时一直关闭。外门关闭违反工作场所安全规定，但农业部检查员批准工厂做法。一线工人向检查员表示担心工厂生产环境不安全，但对方表示这不在自己权限范围。锁门的维修人员声称埃米特要求锁门，说要防范工人偷鸡。工厂确曾发生员工偷窃，但其他管理人员事后对此轻描淡写。
工厂休息室外门等出口同样上锁，全厂九个外门有七个上锁或从外面堵死，标注“消防通道，请勿阻塞”的门也挂上大锁。帝国食品只有屈指可数的雇员知道门被锁，其中大部分是维修人员。另据维修人员回忆，厂方拒绝给他们钥匙。工厂没有消防疏散方案，职工从未参与消防演習，炸锅旁仅一台灭火器。加工厂连消防警报器也没有。有工人提议向高管反映消防措施不足，但同事警告她小心工作不保后决定明哲保身。大部分工人不知道可向职业安全卫生管理局投诉，也不知道《美国职业安全卫生法》保护举报安全问题者免遭解雇报复。无应急方案、无消防警报、门道上锁或阻塞均违反职业安全卫生管理局规定。北卡罗来纳州法律同样禁止工作场所锁门。
帝国食品位于宾夕法尼亚州莫西克的工厂20世纪80年代接连发生安全事故。1985年食用油将工人烫成重伤，职业安全卫生管理局要求查厂。罗伊断然拒绝，检查员取得搜查令并指控企业多项违规。两年后职业安全卫生管理局接到匿名举报，深入调查后发现该厂因食品加工造成的工伤达全国均值两倍。检查员再度要求入厂遭拒后取得搜查令，发现六起违规并在报告指控罗伊对职业安全卫生管理局可谓“彻头彻尾的蔑视”。
后续调查共发现紧急出口标示不清、堵塞等33起卫生或安全违规。罗伊对安全检查结果非常不满，而且对莫西克劳动人口大多加入工会心生厌烦，于1989年关闭工厂。检查员的报告指出业主在哈姆雷特开厂，建议检查，但直到1991年9月火灾发生都没落实。帝国食品在安全方面名声很差，保险公司大多拒绝工伤承保，经北卡罗来纳州指定保险才获利寶互助保險为工人承保。

## 大火

### 维修液压管路

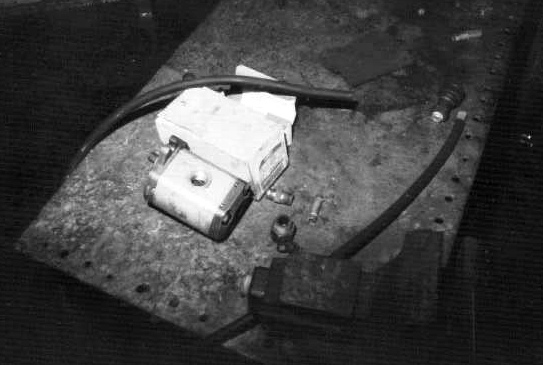
故障液压管路残骸

哈姆雷特鸡肉加工厂加工室的油炸机长8.8米，容量约1.36立方米，液压系统驱动傳動帶把鸡块送入油炸机。1991年设施故障连连，连接机箱和皮带的液压管路几个月来每隔一段时间就会泄露，工厂维修人员趁劳动节周末检查液压系统，首席机械师约翰·盖格农要求布拉德·罗伊出钱购买更换泄露软管所需管线和接头，经理与父亲商量后以太贵为由拒绝，要求维修人员使用备用管线。劳动节过后，帝国食品职工9月3日（周二）上午八点上班，计划轮班的120名工人共90人报到，30人因油炸机维修获通知先别上班。维修人员发现备用管线超过标准长度，更换后会垂在地板上，担心绊倒工人。
维修人员决定锯短管线，用临时接头连接机箱。线路额定工作压力2068万帕斯卡，正常工作压力波动从未超过上述数值一半。油炸机操作手册建议处理液压液等周边易燃液体前关闭热源。恒温器把炉温维持在191摄氏度，设计波动范围在正负8摄氏度左右。油炸机从常温加热到191 摄氏度需要约两小时，生产进程必受严重影响，维修人员怕布拉德发脾气，决定不关闭热源。

### 起火、逃生

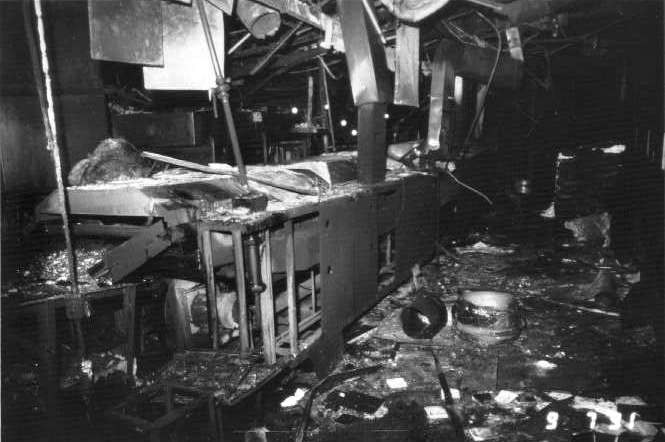
起火的油炸机

维修工打开传送带仅数秒，现场安装的连接器在工作压力升至5.5万至10万帕斯卡范围时与管线脱离，开始到处喷酒雪佛龙32号液压油，溅到炉子加热管的液体马上汽化。闪点很低的油汽接触炉内火焰并马上起火，具体时间约为上午八点一刻。破裂的液压管道火上烧油190至210升后才因电气故障关闭。加工室墙壁和地板上满是鸡油，与液压油一起令大火迅速蔓延，炸锅里的大豆油起初因二氧化碳和油烟罩阻隔没有马上点燃，但不久就令火势进一步扩大。大火烧坏天然气调节器，火情在源源不断的天然气助长下势不可挡。据职工汇报，火焰不到两分钟就吞没工厂。
大火温度实在太高，甚至点着天花板上的防火瓷砖，短短几分钟就切断电源和电话线，在工厂屋顶烧穿大洞。天花板上的煤气管道破裂并起火，另一条管线后来爆炸。火焰生成大量一氧化碳和呼吸几次就能致残的碳氢化合物烟雾，同时消耗大量氧气并阻挡视线。为方便叉车，工厂房间大多没有门，完全是开放空间，仅有少许塑料布帘阻挡冷空气流失，烟雾和热量长驱直入。墙壁和地板表面坚硬光滑，对烟雾和热量的吸收效果有限。大火马上切断工厂各区联系，腌制和包装室工人可从工厂打开的前门逃生，但加工和修剪室人员面对火势只能逃向休息室、设备室、装货区、垃圾箱。大火把七名职工困在加工室，部分人员匆忙逃生途中受伤。
逃向装货区的工人发现半掛式卡車阻塞出口，司机在驾驶室睡觉。逃向休息室的职工想把空调推出窗户制造出口未果，有些人逃往装货区但发现出口阻塞，旁边的门外又有垃圾箱阻挡。附近另外几窗门都从外面锁住，工人意图踢开逃生，失败后撤到不远的冷库逃避烟雾和火焰，但冷库门关不严，一氧化碳不断渗入。部分员工躲在装货区和垃圾箱附近。

### 紧急响应、伤亡

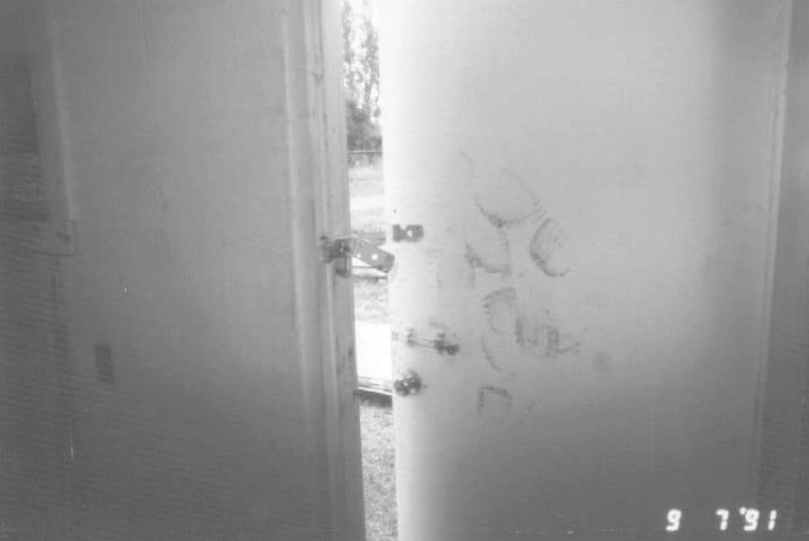
工人踢开北面休息室的门逃生，在门上留下脚印

哈姆雷特还没有通用911紧急专线，布拉德·罗伊致电消防队但电话线已经切断。他驾车赶往几个街区外的哈姆雷特消防队，上午8点22分抵达。现场只有队长卡尔文·怀特等两人值班，布拉德告知怀特“帝国食品起火啦，救命！快救命！”但没强调工人还困在厂里。怀特8点24出动，三分钟便赶到现场，发现事态重大后向同县的罗金厄姆消防队求助。此时工厂外约有20名职工躺在地上，三人死亡。附近居民听到工厂传出呼喊或看到烟雾后赶忙叫醒卡车司机，市政人员用拖拉机和链条把厂房前的垃圾箱拖开以便人员逃生。帝国食品维修工鲍比·奎克终于踢开北面休息室的外门，还因用力过猛椎间盘破裂。十名工人逃出门外，奎克带着其他房间找到的女工离开，还有工人从外面打开另一出口。
最先赶到的两名消防员为逃生工人提供氧气并开展心肺复苏。发现事态严重后他们马上致电东罗金厄姆和北区消防队。哈姆莱特消防队长大卫·富勒负责应急响应，他和哈姆莱特消防队向13.7公里外对复杂火灾更有经验的科尔多瓦消防队求助，还请13公里外的北区消防队提供氧气。富勒呼吁埃勒布与霍夫曼的里士满县紧急医疗服务单位和救援队协助。最终上百名医疗和应急服务人员赶赴现场，地方政府资源按哈姆雷特城市救灾方案分配。
多宾斯高地居民以非裔为主，当地志愿消防队距火场仅五分钟车程，大量人员与帝国食品职工熟识。消防队没有接到求助，得知火情后大部分消防员归队。消防队长欧内斯特·坎农致电富勒表示可立即出发，富勒自称有需要会打电话后便杳无音讯。坎农两度致电富勒未果后还是带队前往，赶到后富勒要求坎农等人待命，看看现场是否需要帮忙或应对哈姆雷特其他地点发生的突发状况。

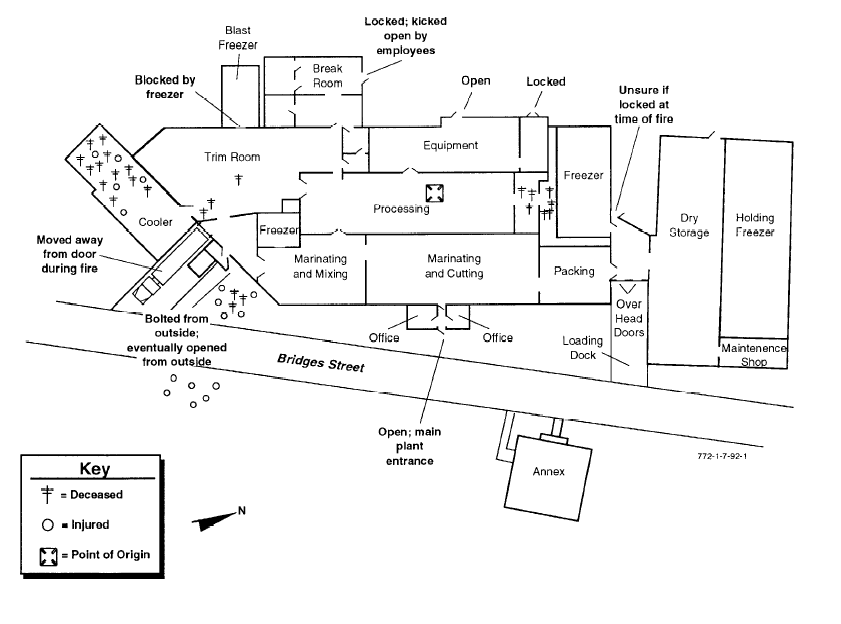
工厂平面图，起火位置在中间的加工室（Processing）并标以正方形，十字架代表死者（主要其中在左侧、左下、加工室右侧），圆圈代表伤者（左侧及左下）

哈姆雷特及里士满县各地消防员陆续赶到并企图进入工厂，哈姆雷特消防队没有工厂平面图，灭火队因加工室温度太高、烟雾太浓被迫后撤，从设备室重新进入厂房后在上午十点前控制住火势，最后用泡沫灭火剂扑灭油炸机周围火焰。八点三刻左右开始的搜救作业中午12点20左右结束，最后在加工室冷冻柜旁角落发现还活着的盖格农。医生现场切开气管，但他还是死在医院路上。装货区附近冷库内发现12具遗体，另有五名伤者生还。七名职工死在加工室北侧，修剪室还有三人。
救援人员把遗体装袋放入哈姆雷特消防队的冷藏拖车。火灾共造成25人死亡，54人受伤程度不一。死难者分18男7女，大多一贫如洗。死者包含一名自動販賣機送货司机，儿子是消防员，在现场发现父亲的尸体。24名帝国食品遇难职工黑人和白人各半。验尸结果表明绝大多数受害人死于吸入烟雾，而非直接被火烧伤。溫斯頓-撒冷、教堂山、德罕、夏洛特的救护飞机把哈姆雷特医院病人按居住地送往烧伤治疗中心。肖氏餐馆次日派卡车到厂收取还能用的鸡肉产品。

## 后果

### 直接反应
哈姆雷特火灾的消息传出后，职业安全卫生管理局9月3日下午接到针对帝国食品驻乔治亚州工厂的匿名举报，随后不再拘泥流程当天便去查厂，发现自动喷水灭火系统失效，消防出口“不当”，无疏散方案。调查员认定工厂炊具没有自动灭火器，对职工构成“迫在眉睫的威胁”，帝国食品自愿在改进前中止该厂运作。工厂成立现场消防队后恢复运营，但新灭火系统尚未就位，职业安全卫生管理局也没有异议。美国南部各地食品加工厂决定检查消防手段，地区商界人士与罗伊保持距离，谴责帝国食品“无赖”。戈尔兹伯勒的同名三明治公司更名以免牵连。
大火引起传媒高度关注，全美各地记者云集哈姆雷特，详细报导火灾伤亡及当地影响。报纸迅速深挖业主背景和职业安全卫生管理局在北卡罗来纳州的执法过往，认为事故发生的主要原因是监管不力。事故发生时埃米特·罗伊在亚特兰大附近，不到24小时就赶到哈姆雷特，面对电台记者提问自称不知道为什么门会上锁。《夏洛特观察者报》两名记者想到工厂街对面的帝国食品办公室采访罗伊，但他拒绝表明身份也不接受采访。哈姆雷特市长阿比·科文顿等人与罗伊交流后表示后者看起来情绪很不稳定。罗伊数天后在写给职工的短信里称火灾“事故”、“悲剧”。帝国食品债权人在此期间要求还款，罗伊10月9日再度致信职工，表示企业面对短期或长期债务已无力维持，工厂不会恢复运营。

### 质疑与回应
调查人员要求富勒评估是次应急响应，他表示根据事故现场步局，现有人员和设备非常充足。调查人员询问为什么不接受多宾斯高地志愿者协助，富勒表示愿意帮忙的人太多。他后来在面对类似问题时表示多宾斯高地志愿消防员专业能力有限，没有工厂灭火资格，能够在旁待命都该感到“荣幸”。坎农对此表示下属人手可以协助救援，还称“完全是种族因素。我们和（富勒手下）志愿者一样有资格。我知道他们有偏见。哈姆雷特一直这般看待多宾斯高地。”富勒否认指控，声称应急团队种族构成多种多样，不请多宾斯高地志愿消防队出手是因为他们缺乏“经验丰富的人员和领导”。坎农认为富勒的解释不尽不实，火灾过后接受采访的许多黑人市民都认为多宾斯高地志愿消防队是因种族因素未能参与救火。不满的市民后来把上述争端称为“消防队事件”。
富勒面对北卡罗来纳州调查局访谈时自称知道垃圾箱附近的门上锁，但当时觉得有必要防止工人偷东西。帝国食品维修主管金·曼格斯经过公证的宣誓声明自称曾向哈姆雷特消防队提供钥匙，所以根本没想到锁门会是安全问题。富勒公开表示消防队拥有强行进入厂房所需设备，他们没有也不需要钥匙。江湖流言声称富勒曾批准锁门，帝国食品曾以免费鸡块换取消防队对工厂问题睁一只眼闭一只眼，富勒随后否认。

### 调查
北卡罗来纳州调查局9月4日启动调查，访谈生还职工。北卡罗来纳州劳工专员约翰·布鲁克斯拒绝职业安全卫生管理局进入火灾现场。调查人员在至少一扇门上发现踢门所留凹痕，科文顿要求北卡罗来纳州副保险专员蒂莫西·布拉德利调查，针对州政府调查结果的初步报告在9月6日公布。报告认为如果出口没有阻塞，遇难人数必然减少。哈姆雷特医疗主任表示，如果工厂符合安全标准，全厂工人都不会死。北卡罗来纳州调查局共派出14名探员调查，共投入1800工时，完成2500页火灾报告。北卡罗来纳州劳工部总结：“遵守美国农业部要求生产是管理的唯一优先事项”。劳工部首席检查员面对记者提名时表示，食品安全检查员没有接受发现消防隐患的培训，也没有职责汇报，故而农业部对消防安全问题视而不见。布鲁克斯表示劳工部经费和人员不足，未能及时检查鸡肉加工厂，他还批评联邦政府执行的标准太宽松。
美国消防局编写的报告主张“必须执行生命安全规范”，建议各州和联邦机构检查员交叉培训，发现安全违规。

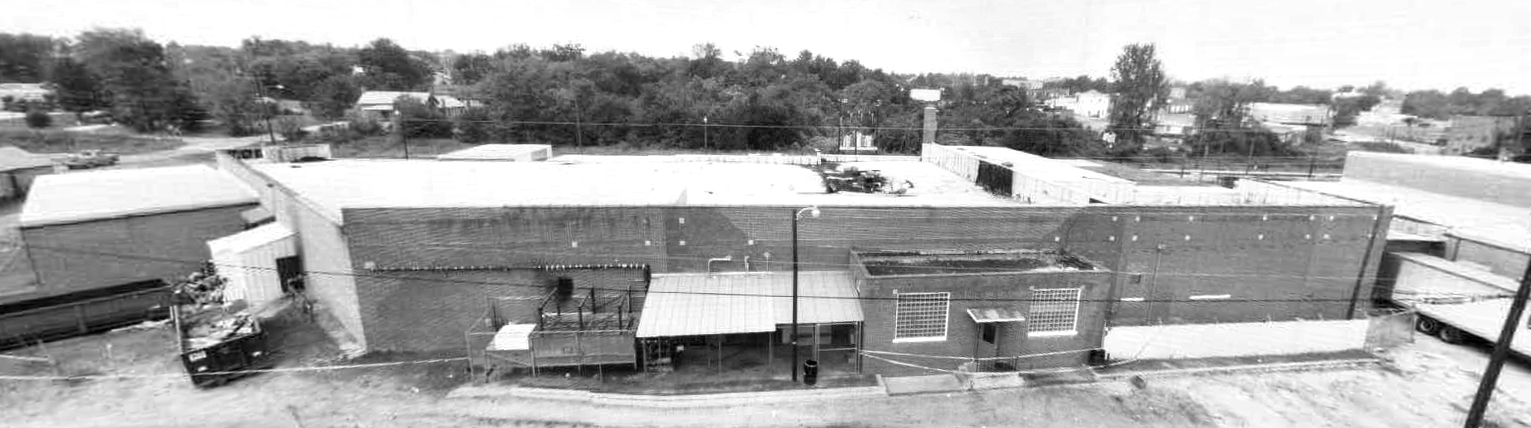
火灾后街对面梯子上拍下的工厂照片，取自美国消防局报告，可见起火点正上门坍塌的屋顶

### 司法程序、刑事诉讼
火灾过去几天后，布拉德利针对锁门等工厂情况的初步评估报告呈交哈姆雷特市政府。市长科文顿、消防队长富勒要求提起刑事诉讼。費城工会工人安全组织“费拉波什”印刷带有罗伊头像的嘲讽通緝告示，直指对方谋杀，并与其他劳工权益团体一起请愿要求逮捕他。布鲁克斯也建议地区检察官卡罗尔·劳德起诉工厂业主杀人，检察官召集大陪审团要求起诉罗伊父子、黑尔、曼格斯。大陪审团表决反对起诉曼格斯，但在1992年3月10日决定以25起过失杀人罪起诉罗伊父子和黑尔。三人三天后投案。
埃米特·罗伊聘请律师约瑟夫·柴谢尔辩护。后者听取当事人证词后驱车前往劳德的办公室讨论案件，看能否为罗伊争取控辩交易。据称劳德对受害工人不屑一顾，突出工厂过去发生的盗窃案，视死者为“卑劣黑鬼”。案件没有进入刑事审判，罗伊与检察官达成控辩交易，在1992年9月14日承认犯下25起过失杀人罪，儿子布拉德和厂长黑尔均未受起诉。法官判他19年零11个月有期徒刑，服刑不到五年就可申请假释，许多前鸡肉加工厂工人和受害者家属对判决不满。罗伊1994年3月获许申请假释，出狱时服刑还不满四年，随后隐居乔治亚州。
事故正式调查结果出炉后，北卡罗来纳州劳工部对违反职业安全卫生管理局83条规定的帝国食品罚款80万8150美元，创下该州史上新纪录。罗伊谴责如此数额简直荒谬，声称州政府此举不过是以他为牺牲品讨好联邦当局，避免联邦机构接手北卡罗来纳州实施的职业安全卫生管理局项目。他后来致信劳工部，自称“对生产的了解导致我误以为那里工作很安全”。帝国食品最后宣告破产，罚款始终没交。
火灾过后哈姆雷特律师云集，大部分幸存者与受害者亲属在1991年结束前聘请律师，1992年初起诉罗伊父子或帝国食品的案件已有上百起。埃米特·罗伊宣布个人破产，破产法院1992年8月启动审讯后他自称没有多少现金或资产。法院确认说法属实后，诉方把目标转向帝国食品承保商：美國國際集團、美国火灾保险公司、利宝互助保险。利宝互助保险支付工人赔偿金，但三家公司起初都以工厂条件太不安全为由拒绝进一步赔偿。1992年12月各方达成协议，向受害者提供1610万美元，不当致死赔付金额为每人17.5至100万美元，77起受伤案赔偿2500至100万美元不等。幸存者及家属1993年又起诉另外41家企业，如油炸机生产商斯坦、天花板瓷砖厂商凯姆利特，声称他们都应在一定程度上对灾难负责。法官最后判决原告获赔2400万美元，扣除法院开支后每人获3.5至7万美元。
前帝国食品职工及家属把哈姆雷特市政府告上法院，指控消防队没有检查工厂，而且事故当天延误造成死亡人数上升。市承保商哈莱斯维尔集团在哈姆雷特市议会支持下与原告达成庭外和解，向每人赔偿25到50万美元。北卡罗来纳州劳工部也走上被告席，原告认为州政府行为疏忽，应按《北卡罗来纳州侵权索赔法》赔偿受害人。北卡罗来纳州最高法院最后以五比二裁定劳工部未检查工厂确有疏忽，但还不到被告要求损害赔偿的程度。

### 政府改革

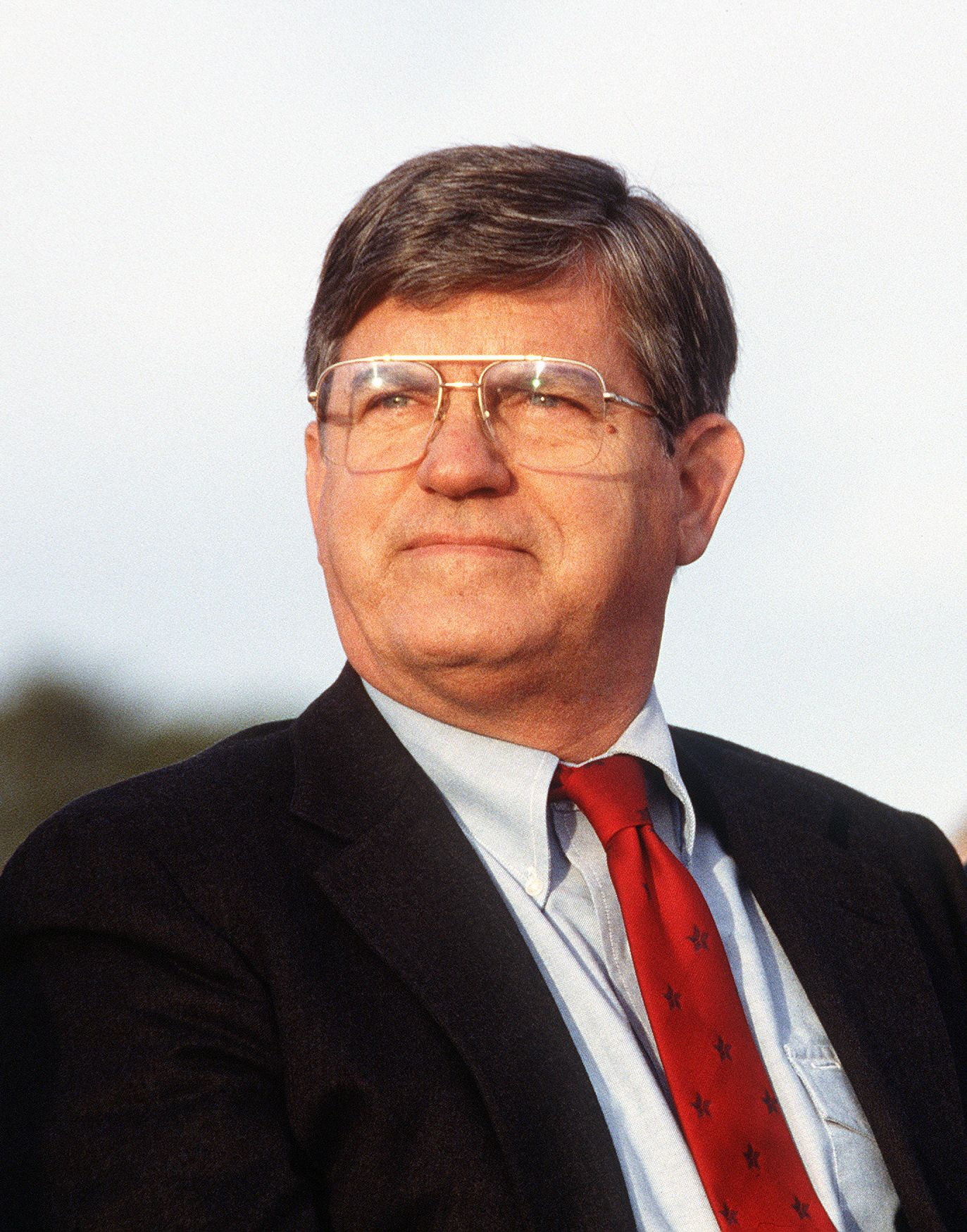
北卡罗来纳州长詹姆斯·马丁提议拨款聘请安全检查员、设立州消防检查队和安全违规举报热线、交叉培训美国农业部工作人员以便汇报安全问题

北卡罗来纳州长詹姆斯·马丁表示该州无需大幅调整劳动执法实践，认为布鲁克斯身为劳工专员监督不力，对大火责无旁贷。公众愤怒情绪愈演愈烈，马丁数天后调整立场，建议拨款新增24名安全检查员、设立州消防检查组和安全违规举报热线、交叉培训美国农业部工作人员以期发现并汇报安全问题。他不认可美国劳工联合会和产业工会联合会要求联邦政府收回北卡罗来纳州行使职业安全卫生管理局职责权力的建议，谴责此举可能“侵犯州权”。
布鲁克斯9月20日与职业安全卫生管理局官员会晤，要求该局配合马丁州长要求，把新增资金用于检查劳动环境，临时借用24名检查员直到北卡罗来纳州人员完成训练。职业安全卫生管理局很快与州政府达成协议，接管该州所有私营机构歧视投诉。该局10月4日要求布鲁克斯批准针对北卡罗来纳州实施职业安全卫生管理局项目的多处修改，强化联邦官员执法权。布鲁克斯拒绝后职业安全卫生管理局于10月23日单方面变更协议，史无前例地派出14名调查员在北卡罗来纳州独立行事，不受州政府计划约束。
1992年1月9日，美国劳工部长林恩·莫利·马丁要求北卡罗来纳州官员在90天内提升職業安全健康条例执行力度，否则联邦政府将接手执行。北卡罗来纳州议会为此通过吹哨人保护等14条新法律保障工人安全，州督察团从60人升至114人，提高故意违反安全标准的最低处罚力度。1992年春，批评布鲁克斯无能的议员哈里·佩恩出马争夺劳工专员席位，在竞争激烈的民主党初選淘汰布鲁克斯，胜选后承诺强化劳工部执法。布鲁克斯下台前一直维护劳工部在事故前的举动，认可州政府改革“无与伦比，形象问题将随时间推移改善”。同年州政府对发现的安全违规平均处罚力度加重一倍。
哈姆雷特鸡肉加工厂大火促使职业安全卫生管理局审查22个州的执法计划，发起全国运动警示雇主注重消防，如警报器、洒水器、出口不得上锁。美国众议院教育和劳工委员会就事故召集听证，认定职业安全卫生管理局和北卡罗来纳州对安全标准的实施都缺乏实效。委员会主席威廉·福特自称事故发生后表示愿意增加职业安全卫生管理局拨款，但遭劳工部长拒绝。北卡罗来纳州联邦众议员查理·罗斯宣称准备提法案要求食品检查员检视安全问题。美国农业部1994年同职业安全卫生管理局达成协议，由美国农业部安全检查员接受培训，以期发现工作场所安全违规并向职业安全卫生管理局汇报。但至今没有证据表明农业部食品检查员曾向职业安全卫生管理局发出任何通知。

### 对哈姆雷特的影响
火灾令哈姆雷特直接损失三万美元警务费用，一万美元消防设备、八千美元行政开支。帝国食品工厂永久关闭，损失215个就业岗位。49名儿童沦为孤儿，市议会许可30日哀悼期并下令降半旗。全美各地向哈姆雷特市政厅发来哀悼信。
就业保障委员会北卡罗来纳分会、北卡罗来纳州律师协会、里士满县联合劝募会、哈姆雷特圣职联盟等至少15个政府机构或非营利组织合作设立受害人援助中心，向幸存职工和受害者家属提供紧急援助及失业救济。美国劳工联合会和产业工会联合会等工会组织、社会保障署、利宝互助保险提供救济资金。国家和地方企业、志愿者向受害人家属提供金钱和其他资源。就业保障委员会为幸存者设立教育和就业培训项目，帮他们找工作，但1992年9月止找到新工作的幸存者只有20人左右。

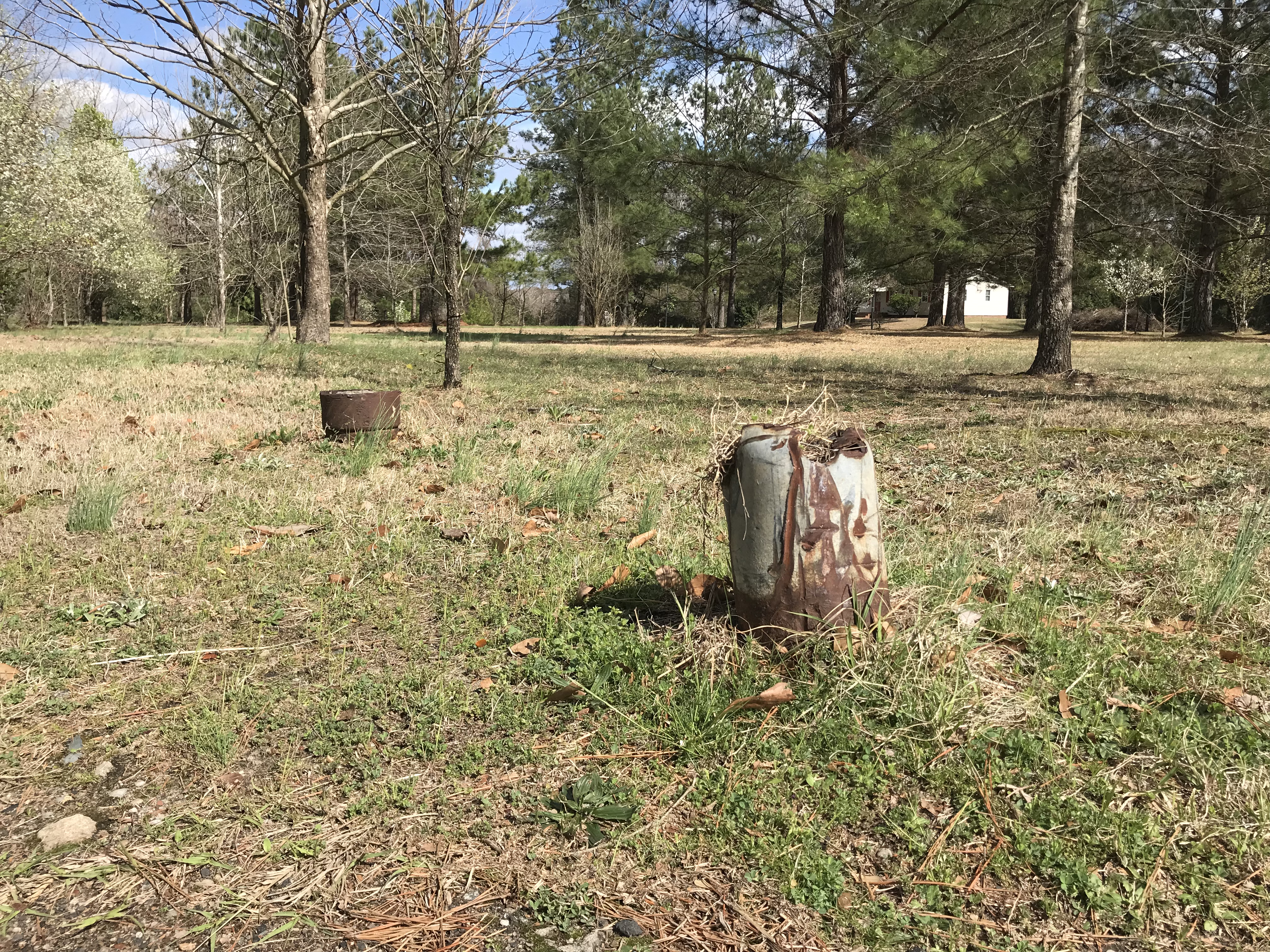
工厂原址在2002年夷平，只剩上图所示管道（摄于2022年）

幸存者的身心健康长期受到影响，如呼吸系统疾病、肌肉损伤、認知缺陷。哈姆雷特人口稀少，许多消防员认识受害人，大量人员心理出现问题，五到六十人事后接受心理咨询。心理学家发现大批幸存者和遇难者家属出现焦虑等创伤后应激障碍症状。1997年针对当地10至16岁儿童的自陈式研究表明，与事故联系越密切，创伤后应激障碍越严重，黑人儿童比白人风险更大，女孩风险又大于男孩。伤势并发症导致部分幸存者没活到21世纪，还有人严重依赖镇痛药等药物或酗酒，甚至因诉讼赔偿金发生激烈家庭纠纷。
火灾过去多年后，前帝国食品职工，前校长艾伦·马斯克、神职人员汤米·罗格朗等黑人市民呼吁市政府夷平工厂废墟，声称厂房对当地居民心理健康不利，还可能危害公众身体健康。多位研究事故幸存者的心理学家认为，厂房残留对受创伤后应激障碍折磨的昔日职工来说就像创伤触发器。市政官员起初要求罗伊父子负责清理，但他们没有回应而且经济上也承担不起。市政府领导人担心成本太高拒绝承担清理费，马斯克与罗格朗的呼吁在20世纪末引起州参议员韦恩·古德温和联邦众议员罗宾·海斯关注。海斯推动美国国会拨款五万美元清理事故现场，但哈姆雷特市政官员谢绝，市检察官声称存在“尚未解决的责任问题”。2002年8月，古德温与创伤后应激障碍研究员说服北卡罗来纳州卫生部长宣布帝国食品工厂废墟为“公害”。州议会拨款7.8万美元清理，现场几个月后夷平。哈姆雷特总花费1300万美元联邦或州政府拨款清理现场、振兴经济。

## 纪念、长期影响

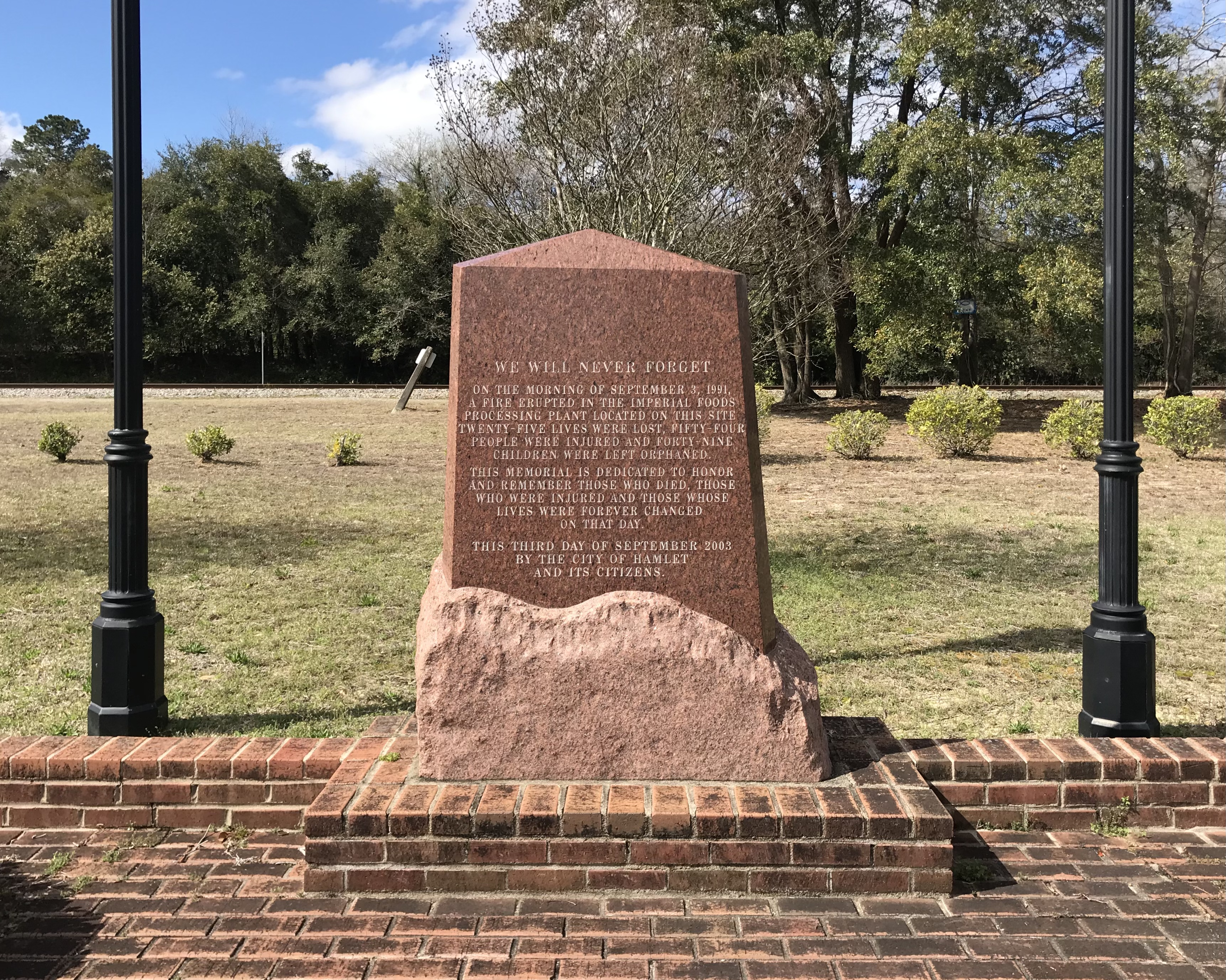
工厂原址竖立火灾纪念碑

哈姆雷特市湖前1992年举办仪式纪念大火一周年，市长科文顿主持，出席者大部分是白人，仪式最后为刻有死难者姓名的花岗岩纪念碑揭幕。哈姆雷特教堂另行举办纪念活动，政治家兼牧师杰西·杰克逊主讲，出席者以黑人为主，活动立起第二座纪念碑。科文顿与市议会正式拒绝邀请杰克逊参加湖边仪式，认为他会把事故政治化并加剧种族紧张局势。部分黑人认为市政府领导人忽视他们的诉求，大火不过揭示早已存在的种族差异。工厂原址后来立起第三座纪念碑。
杰洛·比法与莫乔·尼克松取材事故创作歌曲《哈姆雷特鸡肉加工厂灾难》，收入1994年专辑《入侵草原家园》。劳伦斯·瑙莫夫针对大火创作的小说《南方悲剧猩红加黄》 2005年出版。霍华德·克拉夫特根据帝国食品女工人经历撰写的剧作2017年首演。
哈姆雷特鸡肉加工厂大火是北卡罗来纳州史上死亡人数第二高的工业灾难，仅次于1925年煤田矿难。与1911年纽约三角内衣工厂火灾等工业灾难不同，公众对哈姆雷特大火的兴趣迅速消失。主流报刊对法院判决罗伊犯下过失杀人罪要么仅简短提及，要么完全没报导。史家布莱恩特·西蒙写道，哈姆雷特大火没能像1911年三角内衣厂火灾那样“从根本上改变全州乃至全国风向，也没改变人们看待世界的角度，更没真正将行径肮脏之辈公之于众。事故没有改变车间里的人生，也没从根本上改变支出或优先事项。”
西蒙指出，哈姆雷特大火的主要原因不在地方或涉事个人，而在于美国“已经从根本上放弃保护最脆弱的人……美国已经由（追求）‘廉价’理念主导，对于掌权者来说，廉价食品、廉价政府、廉价生活比优质原料、人力资本投资、强力监管更重要。但1991年帝国食品大火表明：廉价政策有代价。”美国传统基金会研究员约翰·胡德认为，哈姆雷特大火等工作场所灾难作为悲剧不过提供良好的新闻、录像素材，对美国工人安全几乎没任何意义，工人安全实际上几十年来一直在改善。

## 脚注
1. ↑  Simon 2020，第46頁.
2. ↑  Simon 2020，第46–47頁.
3. ↑  Simon 2020，第45, 49頁.
4. ↑  Simon 2020，第49–50頁.
5. ↑  Simon 2020，第223頁.
6. 1 2 3 4  Yates 1991，第2頁.
7. 1 2 3 4 5 6 7  Yates 1991，第6頁.
8. ↑  Simon 2020，第59–60頁.
9. ↑  Simon 2020，第48頁.
10. 1 2  NYT19920313，第A14頁.
11. ↑  Simon 2020，第72頁.
12. ↑  Simon 2020，第101–103頁.
13. 1 2  Simon 2020，第63頁.
14. ↑  Ford 1991，第5–6頁.
15. ↑  Simon 2020，第63–64頁.
16. 1 2  Kilborn 1991，第A1頁.
17. 1 2  Simon 2020，第64頁.
18. ↑  Simon 2020，第64–65頁.
19. ↑  Simon 2020，第103–104頁.
20. ↑  Simon 2020，第105–106頁.
21. ↑  Simon 2020，第106頁.
22. ↑  Simon 2020，第106–107頁.
23. 1 2 3  Ford 1991，第3頁.
24. ↑  Simon 2020，第184–185頁.
25. 1 2  Smothers3.
26. ↑  Dixon 2015，第33–35頁.
27. ↑  Simon 2020，第185頁.
28. ↑  Simon 2020，第70–71頁.
29. ↑  Simon 2020，第65–66頁.
30. ↑  Simon 2020，第66頁.
31. ↑  Simon 2020，第66–67頁.
32. ↑  Simon 2020，第182頁.
33. ↑  Simon 2020，第67–68頁.
34. ↑  Simon 2020，第107頁.
35. 1 2  Ford 1991，第2頁.
36. 1 2 3  Simon 2020，第4頁.
37. 1 2  NYT19921003，第A14頁.
38. ↑  Simon 2020，第74–75頁.
39. ↑  USOSHA.
40. ↑  NR19910927.
41. ↑  Simon 2020，第61頁.
42. ↑  Simon 2020，第61–62頁.
43. 1 2  Simon 2020，第62頁.
44. ↑  Simon 2020，第62–63, 104頁.
45. ↑  Simon 2020，第198頁.
46. ↑  Simon 2020，第3頁.
47. ↑  Simon 2020，第2–3頁.
48. ↑  Simon 2020，第3–4頁.
49. ↑  Simon 2020，第4–5頁.
50. 1 2 3 4 5 6 7  Yates 1991，第4頁.
51. 1 2  Yates 1991，第3頁.
52. 1 2 3 4 5  Simon 2020，第5頁.
53. ↑  Yates 1991，第3–4頁.
54. 1 2 3 4 5 6 7 8  Haygood 2002，第F1頁.
55. 1 2  Simon 2020，第6頁.
56. ↑  Dixon 2015，第44頁.
57. 1 2 3  ERRI19910904.
58. 1 2 3  Simon 2020，第7頁.
59. ↑  Simon 2020，第192頁.
60. ↑  Yates 1991，第5頁.
61. ↑  Simon 2020，第192–193頁.
62. ↑  Dixon 2015，第49頁.
63. ↑  Simon 2020，第7–8頁.
64. ↑  Yates 1991，第30頁.
65. ↑  Klem 1992，第32–33頁.
66. 1 2 3  Simon 2020，第8頁.
67. 1 2 3  Simon 2020，第193頁.
68. ↑  Simon 2020，第191–193頁.
69. ↑  Simon 2020，第193–194頁.
70. 1 2 3  Simon 2020，第194頁.
71. ↑  Simon 2020，第12, 194頁.
72. ↑  Simon 2020，第12頁.
73. ↑  Fishwick 2018，第8頁.
74. ↑  Schlosser 1991.
75. ↑  Simon 2020，第10, 129–130頁.
76. ↑  Dixon 2015，第321頁.
77. 1 2  Ford 1991，第4頁.
78. ↑  NYT19910916，第A14頁.
79. ↑  NYT19910906，第A17頁.
80. ↑  Smothers 1991，第A14頁.
81. ↑  Dixon 2015，第4, 326–327頁.
82. ↑  NR19920115.
83. ↑  Simon 2020，第161頁.
84. 1 2  Wright, Cullen & Blankenship 1995，第31–32頁.
85. ↑  Simon 2020，第161–162頁.
86. ↑  Wright, Cullen & Blankenship 1995，第32頁.
87. ↑  Simon 2020，第75頁.
88. 1 2  Dixon 2015，第358頁.
89. 1 2  DeWolf 1991，第30頁.
90. ↑  Simon 2020，第194–195頁.
91. ↑  Simon 2020，第195頁.
92. ↑  Simon 2020，第196–198頁.
93. ↑  Simon 2020，第224頁.
94. ↑  Simon 2020，第69頁.
95. ↑  Simon 2020，第69–70, 217頁.
96. ↑  Wright, Cullen & Blankenship 1995，第24頁.
97. 1 2 3 4  Hendrickson 1991，第C1頁.
98. ↑  McAteer & Whiteman 1993，第54頁.
99. 1 2  LAT19910907.
100. ↑  McAteer & Whiteman 1993，第55頁.
101. ↑  ACT19920204，第2B頁.
102. 1 2  Mayfield 1992，第5A頁.
103. 1 2  Simon 2020，第67頁.
104. ↑  Smothers2.
105. 1 2 3 4 5  Drescher 2021.
106. ↑  Taylor 1993，第A3頁.
107. ↑  Simon 2020，第210頁.
108. ↑  Simon 2020，第210–211頁.
109. ↑  Simon 2020，第211–212頁.
110. ↑  NYT19920915，第A20頁.
111. ↑  Simon 2020，第212頁.
112. 1 2  TVP19950126，第B6頁.
113. ↑  Simon 2020，第215頁.
114. 1 2 3  Govekar & Govekar 2006，第95頁.
115. ↑  Simon 2020，第212–213頁.
116. ↑  Simon 2020，第214頁.
117. ↑  Simon 2020，第215–216頁.
118. ↑  Simon 2020，第216頁.
119. ↑  Simon 2020，第216–217頁.
120. ↑  Simon 2020，第217頁.
121. ↑  Simon 2020，第188頁.
122. ↑  Simon 2020，第188–189頁.
123. ↑  Ford 1991，第19頁.
124. ↑  Govekar & Govekar 2006，第94頁.
125. ↑  Smothers1，第A22頁.
126. ↑  Kilborn 1992，第A17頁.
127. ↑  Jonsson 2003.
128. ↑  Simon 2020，第189頁.
129. ↑  OH199209，第32頁.
130. ↑  OH199201，第14, 16頁.
131. ↑  Freedman 1992，第25–27頁.
132. ↑  Burns 2021.
133. 1 2  LaBar 1992，第32頁.
134. 1 2 3  Quillen 2011.
135. 1 2  Simon 2020，第197頁.
136. ↑  LaBar 1992，第31–32頁.
137. ↑  Yates 1991，第7頁.
138. ↑  Simon 2020，第200–203頁.
139. ↑  March et al. 1997，第1081, 1083頁.
140. ↑  Simon 2020，第203頁.
141. ↑  Simon 2020，第201, 218–221頁.
142. ↑  Simon 2020，第223–225, 227頁.
143. ↑  Simon 2020，第222頁.
144. ↑  Simon 2020，第223–227頁.
145. ↑  Simon 2020，第227頁.
146. 1 2  Simon 2020，第228頁.
147. ↑  Simon 2020，第204–205頁.
148. ↑  Simon 2020，第205–207頁.
149. ↑  Simon 2020，第206–208頁.
150. ↑  Simon 2020，第207–208頁.
151. ↑  McLaurin 2016.
152. ↑  Simon 2020，第254頁.
153. ↑  Ogg 2009.
154. ↑  Crayton 2005.
155. ↑  Steelman 2005，第4D頁.
156. ↑  Magnus & Stasio 2020.
157. ↑  Edwards 2020.
158. ↑  Chapman 2017，第212頁.
159. ↑  Simon 2020，第15頁.
160. ↑  Hood 1995，第59頁.